# Руд-Ларсен, Терье
Терье Руд-Ларсен (норв. Terje Rød-Larsen; 22 ноября 1947, Берген) — норвежский социолог, дипломат, политик. Сделал весомый вклад в процесс мирных переговоров на Ближнем Востоке.
В 1993 году назначен посланником и специальным советником для ближневосточного мирного процесса. С середины 1994 года он работал специальным координатором Организации Объединенных Наций по делам оккупированных территорий. В последующие годы он занимал ряд других важных позиций, в частности, в рамках ООН, а с января 2005 года руководит Международным институтом мира, расположенным в Нью-Йорке.